# Náhražka masa

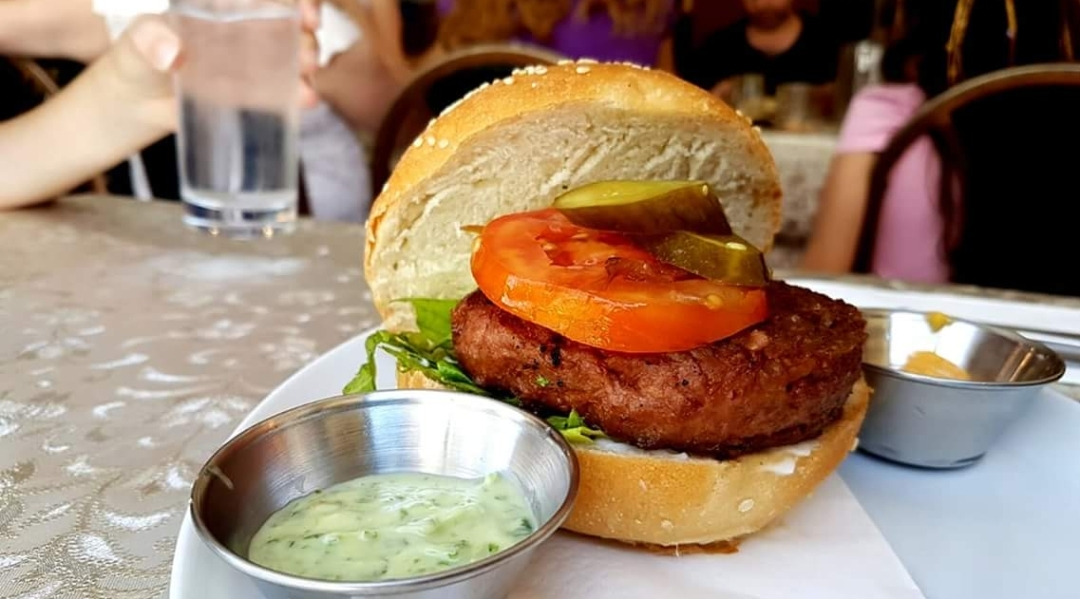
Burger s alternativou hovězího masa od firmy Beyond Meat

Náhražka masa (alternativa masa, imitace masa) je termín používaný potravinářským průmyslem pro výrobky podobné masu, které jsou ale vyrobeny z vegetariánských či veganských ingrediencí. Jejich cílem je podoba s reálným masem jak estetická, tak chuťová i výživová. Mnoho těchto potravin je na bázi sóji (tofu, tempeh), luštěnin, lepku (seitan) nebo vaječného bílku. Jedná se tedy o rostlinné (výjimečně živočišné) alternativy, které mají stejně jako maso velké množství bílkovin.
Rozvoj trhu s alternativy masa nastal na západě přibližně po roce 2010, kdy se zvýšila poptávka po udržitelnějším jídle, omezování masa, zdravějších dietách a více lidí se stalo vegetariány, vegany či flexitariány. Nejznámější náhražky masa jsou k roku 2021 americká firma Beyond Meat a Impossible Foods. V Česku byl podobnou alternativu k hovězímu masu vyvinula například firma Mana.